# Ammolagena
Ammolagena, en ocasiones erróneamente denominado Arammlagenum, es un género de foraminífero bentónico de la subfamilia Tolypammininae, de la familia Ammodiscidae, de la superfamilia Ammodiscoidea, del suborden Ammodiscina y del orden Astrorhizida. Su especie-tipo es Trochammina irregularis var. clavata. Su rango cronoestratigráfico abarca el Holoceno.

## Discusión
Clasificaciones previas incluían Ammolagena en el suborden Textulariina del orden Textulariida.

## Clasificación
Ammolagena incluye a las siguientes especies:
- Ammolagena clavata
- Ammolagena contorta
- Ammolagena gaultina
- Ammolagena minuta
- Ammolagena silurica